# 노래하는 하람
하나(본명: 임하람, 2006년 9월 5일 ~ )는 대한민국의 가수이자 前 유튜버 크리에이터이다. 2024년 8월 9일, 걸그룹 피프티피프티의 멤버 하나로 발탁되었다.

## 활동

### 음반
- 《소풍 가는 날》
- 《짝사랑》
- 《네가그린그런그림》
- 《GHOST》

### 공연
- 플레이 넥스트 2019 참가[3]
- 2019 다이아페스티벌 참가[4]
- 2020 교원 딥체이지 크리에이터페스티벌 참가[5]

### 방송
- 엠넷 《위키드》[6]